# Tutofato
Tutofato je drugi studijski album sastava Gustafi, objavljen 1994., devet godina nakon njihovog debitantskog albuma. 
Album je objavila pulska izdavačka kuća "Adam Records". Na ovom albumu se nalazi jedna od najpoznatijih pjesma Gustafa, obrada narodne pjesme "Brkica". Također, s albuma su poznatije pjesme i "Kega si sanjala", "Ča je Nina tamo", te "Od Barbana do Vodnjana".

## Popis pjesama
| Br. | Skladba                    | Autor                 | Trajanje |
| --- | -------------------------- | --------------------- | -------- |
| 1.  | »Brkica«                   | narodna pjesma        |          |
| 2.  | »Tići šviču«               | Edi Maružin/Gustafi   |          |
| 3.  | »Kega si sanjala«          | Edi Maružin           |          |
| 4.  | »Kolombina«                | Edi Maružin/Gustafi   |          |
| 5.  | »Debeli misec«             | Edi Maružin/Gustafi   |          |
| 6.  | »Minja«                    | Edi Maružin/Gustafi   |          |
| 7.  | »Sinoć san ubraća grdo«    | Livio Morosin/Gustafi |          |
| 8.  | »Svaki vrag si ženu najde« | Edi Maružin/Gustafi   |          |
| 9.  | »Ča je Nina tamo«          | Edi Maružin/Gustafi   |          |
| 10. | »Aj, tornaj«               | Edi Maružin/Gustafi   |          |
| 11. | »Junky fucky švink«        | Edi Maružin/Gustafi   |          |
| 12. | »Ti si mi se falila«       | narodna pjesma        |          |
| 13. | »Od Barbana do Vodnjana«   | Edi Maružin           |          |

## Produkcija
- Gustafi
- Edi Maružin  - vokal, gitara, usna harmonika
- Vlado Maružin - gitara
- Mirko Parlov - gitara
- Rusmin Obić - bas-gitara
- Alen Peruško -  harmonika, klavir
- Davor Kliman - udaraljke
- Davor Dragosavac  - udaraljke
- Fredi Poropat - bubnjevi
- Čedomir Mošnja -  bubnjevi, vokal